# Shawn Roberts
Shawn Roberts (Stratford, 2 de abril de 1984) é um ator canadense. Ele é mais conhecido por seus papéis em filmes sobre apocalipse zumbi, como Terra dos Mortos, Diário dos Mortos e os três últimos live-action da franquia Resident Evil.

## Carreira
Nascido e criado em Stratford, Ontario, Shawn foi "achado" por Robert Forsythe, um roteirista premiado, quando ele atuava como lobo numa produção de sua escola de Chapéuzinho Vermelho. Forsythe era pai de um dos amigos de Shawn, e recomendou a ele que fosse em uma agência de atuação em Toronto. Seu primeiro papel para a TV foi na série Sirens, em 1994. Depois, conseguiu um papel regular em outra série de TV chamada Emily of New Moon, em 1996, mas a série só foi ao ar em 1998. Enquanto isso, Shawn fez o papel de Brian O'Connor, na série Goosebumps. Uma vez vista a atuação de Shawn em Emily of New Moon, propostas começaram a chover. Em 1999, ele fez várias aparições em séries de TV: Real Kids, Real Adventures, La Femme Nikita, The Famous Jett Jackson e Twice in a Lifetime. Depois, atuou no filme para TV Sea People, e estreou no cinema como Daniel, no filme Jacob Two Two Meets The Hooded Fang (1999). O papel de Cody (namorado de Vampira), na super produção X-men (2000), deu a Shawn seu grande momento. Recebeu papéis na Hollywood Pictures para atuar em Get Over It (2001) - estrelado por Kirsten Dust -, e The House of Turk Street (2002) - estrelado por Samuel L. Jackson -, os filmes foram seguidos por pariticipações regulares na série Degrassi: The Next Generation. Após isso, Shawn voltou ao cinema com pequenos papéis, como no filme Detention (2003), Taking Lives (2004), A Home at the end of the world (2004), e um papel de protagonista no filme Going The Distance (2004). Desde então, Shawn estrelou vários filmes como Left for Dead (2006), I love you, Beth Cooper (2009), Edge of Darkness (2010), onde atuou com Mel Gibson, e Resident Evil: Afterlife (2010) interpretando o vilão Albert Wesker ao lado de Milla Jovovich e novamente como Albert Wesker em Resident Evil: Retribution (2012).

## Filmografia

### Cinema
| Ano  | Título                                             | Papel                 | Nota                                |
| ---- | -------------------------------------------------- | --------------------- | ----------------------------------- |
| 1999 | Sea People                                         | Peter Warner          | Telefilme                           |
| 1999 | Jacob Two Two Meets the Hooded Fang                | Daniel                |                                     |
| 2000 | X-Men                                              | Namorado da Vampira   |                                     |
| 2001 | Get Over It                                        | Colin                 |                                     |
| 2002 | We Were the Mulvaneys                              | Zachary Lundt         | Telefilme                           |
| 2003 | Detention                                          | Corey Washington      |                                     |
| 2003 | Fallen Angel                                       | Terry aos 18 anos     | Telefilme                           |
| 2003 | Word of Honor                                      | Jovem PFC. Sadowski   | Telefilme                           |
| 2004 | Taking Lives                                       | Desk Clerk            |                                     |
| 2004 | A Home at the End of the World                     | Club Boy              |                                     |
| 2004 | Zeyda and the Hitman                               | Alpha Boy             |                                     |
| 2004 | Going the Distance                                 | Tyler                 |                                     |
| 2004 | Siblings                                           | Tom Muster            |                                     |
| 2004 | Mrs. Ashboro's Cat                                 | Kurt                  | Telefilme                           |
| 2005 | Stone Cold                                         | Bo Marino             | Telefilme                           |
| 2005 | Thralls                                            | Jim Larter            |                                     |
| 2005 | Terra dos Mortos                                   | Mike                  |                                     |
| 2005 | Cheaper by the Dozen 2                             | Calvin Murtaugh       |                                     |
| 2006 | Skinwalkers                                        | Adam Kilmer           |                                     |
| 2006 | Shock to the System                                | Larry Phelps          |                                     |
| 2006 | Man of the Year                                    | Motorista de caminhão |                                     |
| 2007 | Stir of Echoes: The Homecoming                     | Luke                  | Telefilme                           |
| 2007 | Diário dos Mortos                                  | Tony Ravello          |                                     |
| 2007 | Left for Dead                                      | Clark                 | Também conhecido como Devil's Night |
| 2007 | It Was One of Us                                   | George Watnick        | Telefilme                           |
| 2008 | Jumper                                             | Bartender inglês      |                                     |
| 2009 | Black Rain                                         | Jack Webster          | Telefilme                           |
| 2009 | I Love You, Beth Cooper                            | Kevin                 |                                     |
| 2010 | Edge of Darkness                                   | David Burnham         |                                     |
| 2010 | Percy Jackson & the Olympians: The Lightning Thief | Campista semideus     | Não creditado                       |
| 2010 | Resident Evil: Afterlife                           | Albert Wesker         |                                     |
| 2011 | Reel Love                                          | Jay                   | Telefilme                           |
| 2012 | A Little Bit Zombie                                | Craig                 |                                     |
| 2012 | Wyatt Earp's Revenge                               | Wyatt Earp jovem      |                                     |
| 2012 | Broken Trust                                       | Eric Robinson         | Telefilme                           |
| 2012 | The Music Teacher                                  | Jace                  | Telefilme                           |
| 2012 | Resident Evil: Retribution                         | Albert Wesker         |                                     |
| 2013 | Her Husband's Betrayal                             | Riley Coulter         | Telefilme                           |
| 2014 | The Girl He Met Online                             | Andy Collins          | Telefilme                           |
| 2014 | Recipe for Love                                    | Dexter Durant         | Telefilme                           |
| 2014 | Feed the Gods                                      | Will Oates            |                                     |
| 2015 | I Do, I Do, I Do                                   | Max Lorenzo           | Telefilme                           |
| 2015 | 40 Below and Falling                               | Redford               | Telefilme                           |
| 2016 | Ms. Matched                                        | Ben Reynolds          | Telefilme                           |
| 2016 | Resident Evil: The Final Chapter                   | Albert Wesker         |                                     |
| 2017 | XXx: The Return of Xander Cage                     | Jonas                 |                                     |